# Satanik (Demoniak)
Pour les articles homonymes, voir Satanik.
Satanik est une série italienne de bande dessinée (ou fumetti) érotique d'aventure créée par le dessinateur Magnus et le scénariste Max Bunker et publiée entre décembre 1964 et novembre 1984 dans un mensuel homonyme. Après le départ de Magnus en 1970, différents auteurs s'y sont ensuite relayé. 
Comme le nom Satanik était déjà utilisé en France pour une série de romans-photos publiée sous en Italie le titre de Killing, Satanik y a été traduit de diverses manières : Démoniak, Desdémone, Fédora, Marny Bannister, Satanas, Satanix, etc.
Le personnage principal est une vieillarde repoussante car défigurée qui découvre une formule la rendant jeune et belle : elle devient aussitôt une criminelle assoiffée de revanche sur le monde et prend le nom de Satanik. Elle est poursuivie en vain par la police. La série se distingue par une débauche de violence.
Un film italien fut réalisé en 1968 par Piero Vivarelli, avec Magda Konopka dans le rôle de Demoniak.

## Synopsis
Le personnage de Satanik est en réalité Marny Bannister, une scientifique et chimiste expérimentée dont le visage est marqué par un angiome hideux. Un jour, suivant une théorie d'un alchimiste fou, elle développe une drogue qui la transforme en une femme charmante et fascinante aux cheveux roux. Mais comme dans le roman de Stevenson de L'étrange cas du Dr Jekyll et M. Hyde, le médicament a un effet secondaire inattendu, faisant d'elle un cerveau criminel meurtrier. 
L'antagoniste principal de Satanik est le policier le lieutenant Trent, dont Satanik avait tué la compagne. Après être entrée en ménage avec le bijoutier Max Lincoln (# 38-100), Satanik (dans les derniers numéros) se fiance avec Kriss Hunter, un détective privé noir. L'un des vilains principaux de la série est le vampire Baron Wurdalak qui, en raison de sa nature maladroite, apparaîtra également plus tard dans la série humoristique Alan Ford.

## Particularités de la série
Satanik était une série innovatrice dans le fait que l’anti-héroïne profitait de son sex-appeal pour mener ses crimes et par la présence de quelques scènes proto-érotiques dans la série. Elle a également montré un large éventail de thèmes horrifiques et surnaturels comme les vampires, les fantômes maléfiques et les monstres. La série a eu plusieurs difficultés avec la censure et certains numéros ont été confisqués par les autorités (comme Meurtre dans la maison de correction).